# Rathaus Zörbig

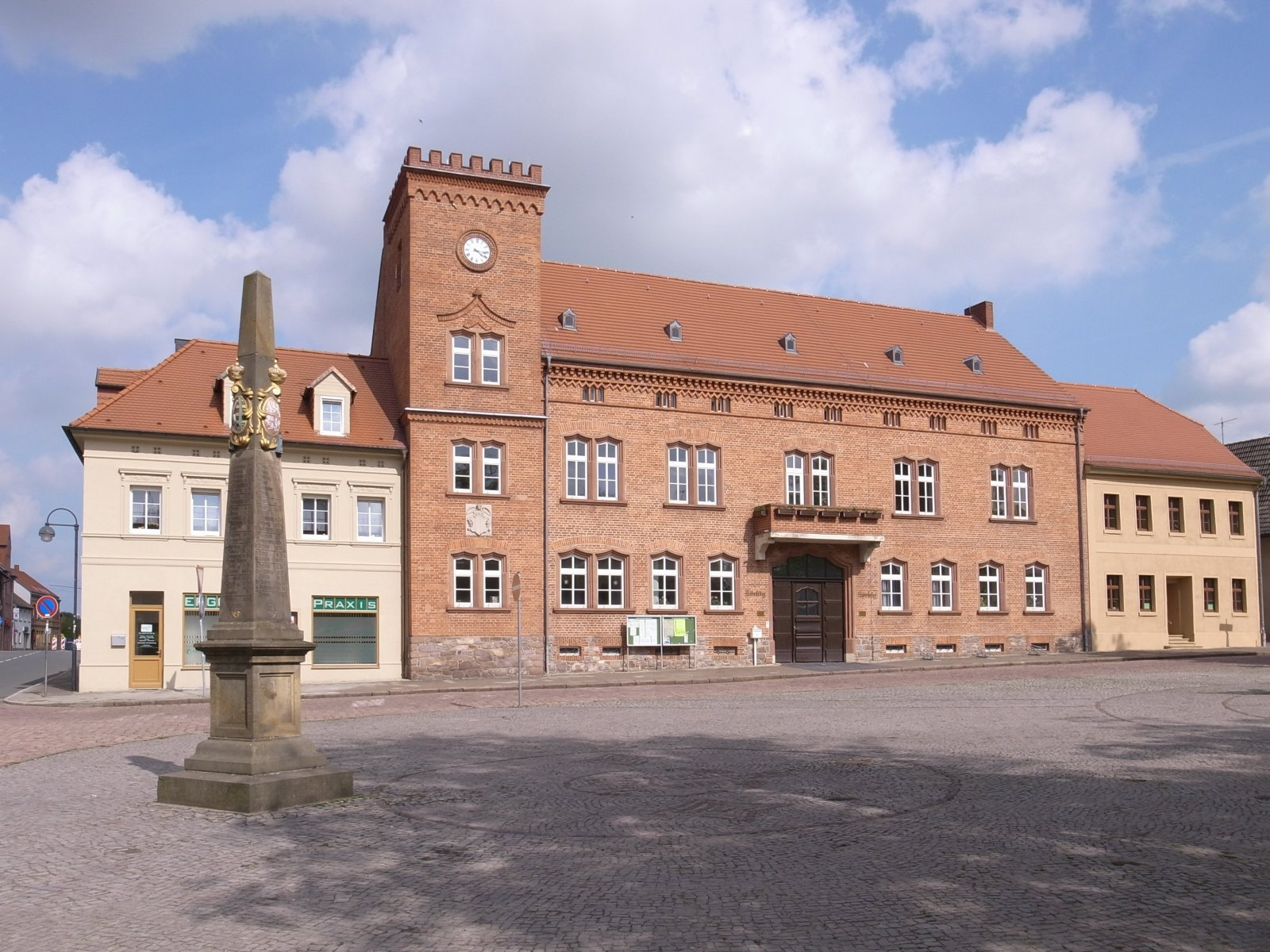
Rathaus Zörbig

Das Rathaus von Zörbig ist ein Baudenkmal im Landkreis Anhalt-Bitterfeld in Sachsen-Anhalt.
Zörbig wurde schon im Jahr 1258 als Stadt genannt, erhielt die städtischen Privilegien aber erst im Jahr 1470. Die Stadtmauer entstand im 16. Jahrhundert, einzig zum Rathaus ist nicht viel bekannt. Im Dreißigjährigen Krieg wurde die Stadt 15 Mal heimgesucht, so dass sie völlig zugrunde gerichtet wurde. Davon konnte sich Zörbig erst im 19. Jahrhundert wieder erholen.
An der Ostseite des Marktes entstand im Jahr 1846 das aktuelle Rathaus mit seinem wehrhaft wirkenden Nordturm mit den Zinnen auf dem Dach. Es besaß zunächst einen spitzen Helm auf dem Turm, der aber im Jahr 1899 abgetragen wurde. Im Gebäude befanden sich auch Sparkasse und Ratskeller, so dass das Rathaus lange Zeit soziales Zentrum der Stadt war. Es steht unter Denkmalschutz und trägt im Denkmalverzeichnis die Erfassungsnummer 094 90028.
Auffällig ist der Baustil des Gebäudes, der sich als eine spätgotische Spielart der Backsteingotik präsentiert, wie man sie nur selten in Deutschland sieht. Über dem Eingang befindet sich ein Balkon, an der Fassade zudem die Relieftafel eines Engels, der das Stadtwappen hält. Noch heute ist es Sitz der Stadtverwaltung. In den Jahren 2009 bis 2013 wurde das Rathaus innen umgebaut.
Auf dem Marktplatz vor dem Gebäude befinden sich die kursächsische Postmeilensäule und der Brunnen mit dem Zörbiger Saftjungen.